# Gianna Schelotto
Gianna Schelotto, all'anagrafe Giovanna Bochicchio Schelotto (Rionero in Vulture, 13 giugno 1939), è una saggista, giornalista, politica e psicoterapeuta italiana.

## Biografia
Dalla natía Rionero in Vulture (in provincia di Potenza), si trasferì in età adolescenziale a Genova. Studiosa del comportamento umano, ha pubblicato su questo argomento diversi libri. Collabora a quotidiani e riviste, fra cui il Corriere della Sera e "Donna Moderna". È stata autrice - assieme all'attrice Paola Pitagora - di un testo per il teatro, La foresta d'argento, messo in scena al Piccolo Teatro di Milano. Fra i fondatori del circolo culturale genovese I Buonavoglia, Schelotto partecipa a trasmissioni televisive e radiofoniche dedicate a temi concernenti la sua attività di terapeuta.
Negli anni novanta ha militato in politica, nelle file del PDS, occupando cariche di rilievo all'interno dell'amministrazione comunale genovese, venendo poi eletta deputata e in seguito senatrice
A lei è ispirato il personaggio della sessuologa Merope Generosa ideato e interpretato da Anna Marchesini.

## Libri
Edizioni Arnoldo Mondadori Editore, se non diversamente specificato.
- Matti per sbaglio (1989)
- Strano, stranissimo, anzi normale (1990)
- Una fame da morire (1992)
- Caino il buono (1993)
- Il morso della mela. Interviste sul femminismo, con Miriam Mafai e Ginevra Conti Odorisio, Edizioni Calice (1993)
- Certe piccolissime paure (1994)
- Il sesso, probabilmente (1995, con cui ha vinto il Premio Nazionale Rhegium Julii)[3]
- Perché diciamo le bugie (1996)
- Nostra ansia quotidiana (1999)
- Equivoci e sentimenti (2000)
- Per il tuo bene (2001)
- Conosci davvero tuo figlio? Uno sconosciuto in casa (2001)
- Distacchi e altri addii (romanzo, 2003)
- Uomini altrove (2004)
- Uomini altrove. Storie di cinquantenni in fuga Mondadori, (2005)
- Ti ricordi, papà? (2006)
- E io tra di voi (Le amanti e le loro illusioni) (2007)
- Un uomo purché sia. Donne in attesa dell'amore (2009)
- Noi due sconosciuti, Mondadori (2012)
- S.O.S. cuori infranti. Guarire il mal d'amore, Mondadori, (2013)
- Nostra ansia quotidiana. Come recuperare la serenità, Mondadori (2013)
- Le rose che non colsi. Psicologia dei rimpianti,  Mondadori (2014)
- Chi ama non sa, Rizzoli (2016)
- Vorrei e non vorrei. Perché è così difficile scegliere ciò che è meglio per noi, Mondadori (2019)